# The Hangover (album)
Pour les articles homonymes, voir Hangover.
Albums de Obie Trice
Bottoms Up
(2012)
Singles
1. Good Girls
Sortie : 16 juin 2015

The Hangover est le quatrième album studio d'Obie Trice, sorti en 2015.

## Pochette
La pochette de l'album consiste en un collage des trois couvertures des précédents albums d'Obie Trice.

## Liste des titres
| 1.    | Intro                                     | Obie Trice                  | 0:18 |
| 2.    | Chuuuurch                                 | iRock                       | 5:33 |
| 3.    | Bruh Bruh                                 | Geno XO of Eugene Fenderson | 3:31 |
| 4.    | Obie's Tidal                              | Obie Trice                  | 0:45 |
| 5.    | So High (featuring Drey Skonie)           | Magnedo7                    | 4:10 |
| 6.    | Good Girls                                | Magnedo7                    | 3:07 |
| 7.    | Dealer (featuring Young Buck & Tone Tone) | Mills                       | 4:04 |
| 8.    | GMA (The Speech)                          | Mr. Porter                  | 3:53 |
| 9.    | So Long (featuring Gwenation)             | iRock                       | 3:46 |
| 10.   | P8tience (featuring P8tience)             | iRock                       | 3:28 |
| 11.   | Same Shit (featuring Young Zeether)       | AbDb                        | 4:11 |
| 12.   | Detroit State of Mind (featuring J-Nutty) | Gene XO                     | 4:06 |
| 13.   | Bang                                      | Mills                       | 3:05 |
| 14.   | I'm Home (featuring Estelle)              | Malik Mausi                 | 4:38 |
| 46:35 |                                           |                             |      |

## Samples
- Obie's Tidal contient des extraits de Snitch d'Obie Trice feat. Akon, The Set Up d'Obie Trice feat. Nate Dogg et Rap Name d'Obie Trice[3]